# Can Peres (Girona)
Can Peres és una masia de Girona inclosa a l'Inventari del Patrimoni Arquitectònic de Catalunya.

## Descripció
Masia de planta rectangular amb un porxo afegit a la façana principal. De planta baixa i un pis, de composició d'obertures lliures, de pedra i llinda planera. La façana lateral dreta té les obertures (finestres) concentrades al primer pis i a la planta baixa hi ha finestres petites de ventilació de les quadres. La façana principal està dominada pel porxo amb arcs de punt rodó a planta baixa i terrassa aixoplugada al primer pis. La porta és de llinda planera i s'hi accedeix a través del porxo. Teulat amb el carener perpendicular a la façana principal. L'arrebossat és caigut. Es veuen tirants metàl·lics a l'interior. La façana posterior és cega i dona a la masia de Can Sunyer.